# 陸軍宮古島西飛行場
陸軍宮古島西飛行場 (洲鎌飛行場) (りくぐんみやこじまにしひこうじょう・すかまひこうじょう) は日本軍が沖縄県の宮古島に建設した三カ所の飛行場の一つ。
旧・下地町に所在したため「下地飛行場」とも呼ばれたが、戦後、下地島に建設された「下地島空港」とは異なる。1944年に軍民総動員で建設されたが、滑走路の対岸に来間島があり、その構造上から航空作戦には使用されなかった。

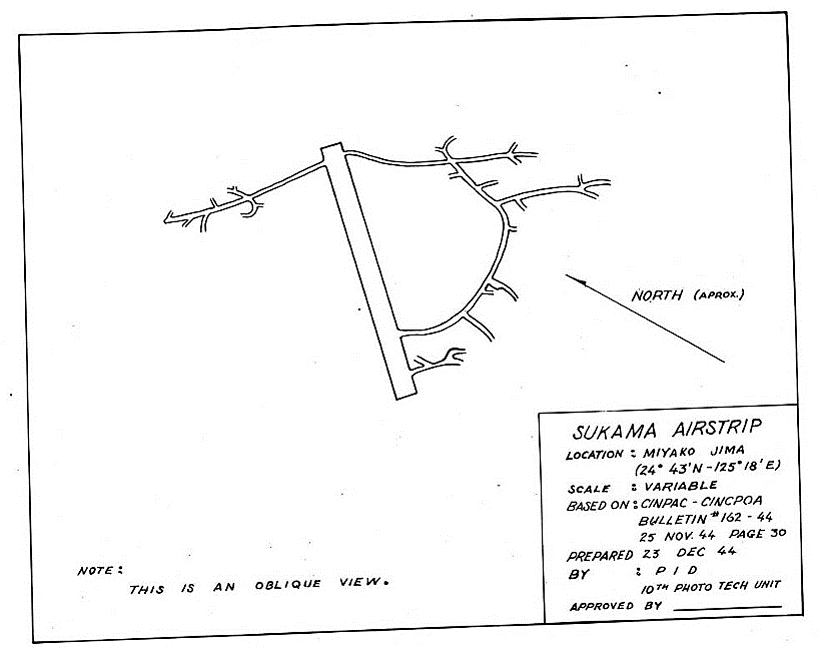
宮古島の西飛行場路は、当初の計画では二本の滑走路を有する計画であったが、1944年11月の米軍が空中写真から解析した洲鎌飛行場のようすからは滑走路は一本しか確認することができない。

## 概容

### 日本軍の宮古島飛行場計画
191944年7月7日のサイパン陥落をうけ、日本は南西諸島での航空機戦略を加速させ、陸軍と海軍は宮古島の三カ所に飛行場の建設を進めた。滑走路は合計で6本となる予定であった。三カ所の他に、もう一つ飛行場を建設するという陸軍の計画があった。
| 沖縄の旧日本軍施設 | 沖縄の旧日本軍施設               | 現在                                  |
| 10                 | 海軍宮古島飛行場（平良飛行場）   | 宮古空港                              |
| 11                 | 陸軍宮古島中飛行場               | 空自宮古島分屯基地 / 陸自宮古島駐屯地 |
| 12                 | 陸軍宮古島西飛行場（洲鎌飛行場） |                                       |

### 陸軍宮古島西飛行場
このうち陸軍西飛行場は下地村与那覇に計画され、下地飛行場とも呼ばれた。連合軍は洲鎌飛行場 (Sukama Airstrip) と呼んでいた。工事は1944年5月に着工され、1,250mx100mの滑走路と、それにつながる誘導路と28の駐機場が建設された。1944年11月の第三航空艦隊司令部「南西諸島航空基地一覧図」によると、南北に走る滑走路がもう一本計画されており、南側で二本が連結する構造になっていた。計画上では、この二本の滑走路をつなぐ誘導路からハート型のように見えるものだった。しかしながら、1944年11月25日の米海軍報告書で解析された空中写真では一本の滑走路のみが確認できる。
住民を厳しく徴用し、とほうもない犠牲を強いて突貫工事で作り上げた滑走路であったが、実際には滑走路の先にある来間島が障害となり、陸軍の計画自体に欠陥のある飛行場であった。

## 飛行場建設
陸軍西飛行場は、下地村洲鎌から与那覇にかけての約52haの土地を強制的に接収し、1944年の5月8日から建設が開始され、5か月後の10月5日に完成した。住民は老人から子どもまで、遠くは保良や池間島や伊良部島からも学童を引率させ集団で厳しい労働にを強いられた。
連日の爆撃や機銃掃射で住民が犠牲になることも少なくなかった。軍の病院は麻酔薬もなく、負傷者とマラリア患者であふれた。当時わずか6歳だった少年も西飛行場の建設に徴用されるが、飛行場をねらう機銃掃射にやられ、陸軍病院ではろくな治療もされず家にもどされた。一命をとりとめたものの、両足の自由を奪われ、また一生の心の傷を負ったが、宮古島に上陸戦がなかったことを理由に援護法は適用されなかった。

## 空襲
1945年2月以降、連合艦隊は八重山群島の飛行場の封じ込めを目標とし、日常的に宮古島への空襲を繰り返す。海軍飛行場の滑走路は連日爆撃を受け、そのたびに住民や学徒を動員して連日の弾薬跡の埋め戻し作業が行われた。空襲は最初は飛行場などを標的にしていたが、そのうち無差別に民間地も爆撃するようになり、多くの犠牲者が出た。

## 土地の返還と国有地問題
1980年、旧地主と現耕作者がほぼ一致していたので、接収された用地の払い下げが行われた。183人の 165ha がほぼ民有地となった。

## 出撃記録
前述のように、連日の空襲と、西飛行場の滑走路の正面に来間島があるという構造から、ほとんど利用されることはなかった。